# Тараскин, Владимир Дмитриевич
Владимир Дмитриевич Тараскин (1913—1994) — участник Великой Отечественной войны, полный кавалер ордена Славы. Старшина.

## Биография
Родился 15 августа 1913 года в селе Малое Щербедино Балашовского уезда Саратовской губернии, ныне Романовского района Саратовской области, в семье крестьянина. Русский. Окончил 3 класса. В Красной армии служил с 1932 по 1935 годы и с 1938 по 1941 годы. Участник боёв на озере Хасан в 1938 году. Перед войной жил в городе Сталинград (ныне Волгоград), работал на тракторном заводе.
В мае 1941 года был вновь призван в армию Тракторозаводским райвоенкоматом города Сталинграда. К весне 1944 года красноармеец Тараскин воевал разведчиком 332-й отдельной разведывательной роты 252-й стрелковой дивизии, в её составе прошёл до Победы. Участвовал в боях за город Умань, форсировании реки Южный Буг и Днестр.
С середины апреля 1944 года и до начала Ясско-Кишинёвской операции 252-я стрелковая дивизия вела напряжённые бои в Бельцком уезде Молдавии в районе сёл Тешкурени и Кошень.
Первую боевую награду получил в апреле 1944 года. 16 апреля в районе села Тешкурень (Унгенский район, Молдавия) в составе группы разведчиков захватил в плен вражеского пулемётчика с оружием, доставил его в своё расположение. Награждён орденом Красной Звезды. Через несколько дней снова отличился.
27 апреля в составе разведгруппы проник в расположение противника. Бойцы гранатами разрушили блиндаж, уничтожили более 20 вражеских солдат, захватив пулемёт, уничтожили 2 огневые точки. Тараскин лично уничтожил 6 гитлеровцев. Был захвачен «язык».
Приказом по частям 252-й стрелковой дивизии от 2 мая 1944 года (№ 15/н) красноармеец Тараскин Владимир Дмитриевич награждён орденом Славы 3-й степени.
В августе 1944 года в боях в ходе Ясско-Кишинёвской операции заслужил следующую боевую награду. Дивизия вела наступление вдоль реки Прут, подразделения несколько раз переправлялись с берега на берег.
22-25 августа 1944 года на всём протяжении наступательных боёв от села Грозешть (Ниспоренский район, Молдавия) до села Немцены (Хынчештский район, Молдавия) старшина Тараскин в составе разведгруппы продвигался впереди наступающих частей. Неоднократно рискуя жизнью, выдвигался вперёд, увлекая за собой товарищей. 23 августа на переправе через реку Прут у села Зберойя расстрелял пулемётный расчёт противника, преградил переправу по мосту, чем сохранил его для переправы своих частей. 25 августа Немцены, выдвинувшись вперёд со своим автоматом, обеспечил удержание переправы до подхода своих частей. Отрезал от переправы до 200 подвод противника, сотни солдат, которые были захвачены нашими войсками. В этих боях лично уничтожил до 25 вражеских солдат, вынес из под огня раненного командира группы. Был представлен к награждению орденом Отечественной войны 2-й степени.
Приказом по войскам 4-й гвардейской армии от 13 октября 1944 года (№ 179/н) старшина Тараскин Владимир Дмитриевич награждён орденом Славы 2-й степени.
В сентябре 1944 года дивизия была выведена в резерв Ставки Верховного Главнокомандования и после отдыха и пополнения в начале ноября 1944 года в составе 4-й гвардейской армии переброшена в Венгрию.
В январе-феврале 1945 года 252-я стрелковая дивизия вела тяжёлые бои в районе венгерского города Секешфехервара. Затем она была подчинена командующему 46-й армией 2-го Украинского фронта и принимала участие в Венской операции.
30 марта 1945 года старшина Тараскин в числе первых в дивизии переправился через реку Дунай в 8 км юго-западнее города Комаром (Венгрия), вышел на шоссейную дорогу и встретил огнём вражескую колонну. Уничтожил до 10 гитлеровцев и несколько взял в плен. К исходу дня 1 апреля у населённого пункта Ач (8 км юго-западнее города Комаром) атаковал с бойцами вражескую миномётную батарею, истребил ещё несколько солдат.
Указом Президиума Верховного Совета от 15 мая 1946 года старшина Тараскин Владимир Дмитриевич награждён орденом Славы 1-й степени. Стал полным кавалером ордена Славы.
В декабре 1946 года был демобилизован.
Вернулся на родину. Жил в городе Саратов. Работал слесарем на заводе технического стекла.
Скончался 21 марта 1994 года. Похоронен на Елшанском кладбище города Саратов.

## Награды
- Орден Славы 1 степени (15 мая 1946 — № 1265);
- Орден Славы 2 степени (13 октября 1944 — № 4451);[1]
- Орден Славы 3 степени (2 мая 1944 — № 83822);[2]
- Орден Отечественной войны 1 степени (11 марта 1985);[3]
- Орден Красной Звезды (23 апреля 1944);[4]
- Так же ряд медалей.

## Память
Его именем названа улица в городе Саратов.